# WTA Тур 2015
WTA Тур 2015 е 45-ият сезон от професионални турнири по тенис за жени, организиран от WTA през 2015 г. Той включва четирите турнира от Големия шлем, всички турнири от категория „Висши“ (Задължителни Висши (4), Висши 5 (5) и Висши (12) – общо 21) и „Международни“ (32), Финалите на WTA и Елитния трофей на WTA. В календара са включени и отборните първенства Фед Къп и Хопман Къп. Общият брой на турнирите е 59. Началото на сезона е сложено на 4 януари 2015 г., а неговият край е на 8 ноември 2015 г.

## График
Легенда
| Голям шлем                           |
| Финали на WTA и Елитен трофей на WTA |
| Категория „Задължителни висши“       |
| Категория „Висши 5“                  |
| Категория „Висши“                    |
| Категория „Международни“             |
| Отборни първенства                   |

### Януари
| Дата                | Турнир                                                                                                | Шампионки                               | Финалистки                        | Резултат                   |
| ------------------- | --- | --------------------------------------- | --------------------------------- | -------------------------- |
| 5 януари            | Хопман Къп Пърт, Австралия Отборно първенство Награден фонд: $1 000 000 Настилка: Твърда (з)          | Полша · Агнешка Радванска · Йежи Янович | САЩ · Серина Уилямс · Джон Иснър  | 2 – 1                      |
| 5 януари            | Бризбейн Интернешънъл Бризбейн, Австралия Категория Висши Награден фонд: $1 000 000 Настилка: Твърда  | Мария Шарапова                          | Ана Иванович                      | 6 – 7(4 – 7), 6 – 3, 6 – 3 |
| 5 януари            | Бризбейн Интернешънъл Бризбейн, Австралия Категория Висши Награден фонд: $1 000 000 Настилка: Твърда  | Мартина Хингис Сабине Лисицки           | Каролин Гарсия Катарина Среботник | 6 – 2, 7 – 5               |
| 5 януари            | Шънджън Оупън Шънджън, Китай Категория Международни Награден фонд: $500 000 Настилка: Твърда          | Симона Халеп                            | Тимеа Бачински                    | 6 – 2, 6 – 2               |
| 5 януари            | Шънджън Оупън Шънджън, Китай Категория Международни Награден фонд: $500 000 Настилка: Твърда          | Людмила Киченок Надя Киченок            | Лян Чън Уан Яфан                  | 6 – 4, 7 – 6(8 – 6)        |
| 5 януари            | Ей Ес Би Класик Окланд, Нова Зеландия Категория Международни Награден фонд: $250 000 Настилка: Твърда | Винъс Уилямс                            | Каролине Возняцки                 | 2 – 6, 6 – 3, 6 – 3        |
| 5 януари            | Ей Ес Би Класик Окланд, Нова Зеландия Категория Международни Награден фонд: $250 000 Настилка: Твърда | Сара Ерани Роберта Винчи                | Сюко Аояма Рената Ворачова        | 6 – 2, 6 – 1               |
| 12 януари           | Апия Интернешънъл Сидни Сидни, Австралия Категория Висши Награден фонд: $731 000 Настилка: Твърда     | Петра Квитова                           | Каролина Плишкова                 | 7 – 6(7 – 5), 7 – 6(8 – 6) |
| 12 януари           | Апия Интернешънъл Сидни Сидни, Австралия Категория Висши Награден фонд: $731 000 Настилка: Твърда     | Бетани Матек-Сандс Саня Мирза           | Ракел Копс-Джоунс Абигейл Спиърс  | 6 – 3, 6 – 3               |
| 12 януари           | Хобарт Интернешънъл Хобарт, Австралия Категория Международни Награден фонд: $250 000 Настилка: Твърда | Хедър Уотсън                            | Мадисън Бренгъл                   | 6 – 3, 6 – 4               |
| 12 януари           | Хобарт Интернешънъл Хобарт, Австралия Категория Международни Награден фонд: $250 000 Настилка: Твърда | Кики Бертенс Йохана Ларсон              | Виталия Дяченко Моника Никулеску  | 7 – 5, 6 – 3               |
| 19 януари 26 януари | Australian Open Мелбърн, Австралия Голям шлем Награден фонд: $12 122 762 Настилка: Твърда             | Серина Уилямс                           | Мария Шарапова                    | 6 – 3, 7 – 6(7 – 5)        |
| 19 януари 26 януари | Australian Open Мелбърн, Австралия Голям шлем Награден фонд: $12 122 762 Настилка: Твърда             | Бетани Матек-Сандс Луцие Шафаржова      | Джан Юн-жан Джън Дзие             | 6 – 4, 7 – 6(7 – 5)        |
| 19 януари 26 януари | Australian Open Мелбърн, Австралия Голям шлем Награден фонд: $12 122 762 Настилка: Твърда             | Мартина Хингис Леандер Паеш             | Кристина Младенович Даниел Нестор | 6 – 4, 6 – 3               |

### Февруари
| Дата        | Турнир | Шампионки                                                       | Финалистки                                                       | Резултат                       |
| ----------- | --- | --------------------------------------------------------------- | ---------------------------------------------------------------- | ------------------------------ |
| 2 февруари  | Фед Къп четвъртфинали Квебек, Канада – Настилка: Твърда (з) Генуа, Италия – Настилка: Клей (червен) Краков, Полша – Настилка: Твърда (з) Щутгарт, Германия – Настилка: Твърда (з) | Победили в четвъртфиналите · Чехия · Франция · Русия · Германия | Загубили в четвъртфиналите · Канада · Италия · Полша · Австралия | 4 – 0 3 – 2 4 – 0 4 – 1        |
| 9 февруари  | Даймънд Геймс Антверпен, Белгия Категория Висши Награден фонд: $731 000 Настилка: Твърда (з)                                                                                      | Андреа Петкович                                                 | Карла Суарес Наваро                                              | отказване                      |
| 9 февруари  | Даймънд Геймс Антверпен, Белгия Категория Висши Награден фонд: $731 000 Настилка: Твърда (з)                                                                                      | Анабел Медина Гаригес Аранча Пара Сантонха                      | Ан-Софи Местах Алисън Ван Ейтванк                                | 6 – 4, 3 – 6, [10 – 5]         |
| 9 февруари  | Тайланд Оупън Патая, Тайланд Категория Международни Награден фонд: $250 000 Настилка: Твърда                                                                                      | Даниела Хантухова                                               | Айла Томлянович                                                  | 3 – 6, 6 – 3, 6 – 4            |
| 9 февруари  | Тайланд Оупън Патая, Тайланд Категория Международни Награден фонд: $250 000 Настилка: Твърда                                                                                      | Джан Хао-цин Джан Юн-жан                                        | Сюко Аояма Тамарин Танасугарн                                    | 2 – 6, 6 – 4, [10 – 3]         |
| 16 февруари | Дубай Тенис Чемпиъншипс Дубай, ОАЕ Категория Висши 5 Награден фонд: $2 513 000 Настилка: Твърда                                                                                   | Симона Халеп                                                    | Каролина Плишкова                                                | 6 – 4, 7 – 6(7 – 4)            |
| 16 февруари | Дубай Тенис Чемпиъншипс Дубай, ОАЕ Категория Висши 5 Награден фонд: $2 513 000 Настилка: Твърда                                                                                   | Тимеа Бабош Кристина Младенович                                 | Гарбине Мугуруса Карла Суарес Наваро                             | 6 – 3, 6 – 2                   |
| 16 февруари | Рио Оупън Рио де Жанейро, Бразилия Категория Международни Награден фонд: $250 000 Настилка: Клей (червен)                                                                         | Сара Ерани                                                      | Анна Шмидлова                                                    | 7 – 6(7 – 2), 6 – 1            |
| 16 февруари | Рио Оупън Рио де Жанейро, Бразилия Категория Международни Награден фонд: $250 000 Настилка: Клей (червен)                                                                         | Исалин Бонавентюре Ребека Петерсон                              | Ирина-Камелия Бегу Мария Иригойен                                | 3 – 0, отказване               |
| 23 февруари | Катар Тотал Оупън Доха, Катар Категория Висши Награден фонд: $731 000 Настилка: Твърда                                                                                            | Луцие Шафаржова                                                 | Виктория Азаренка                                                | 6 – 4, 6 – 3                   |
| 23 февруари | Катар Тотал Оупън Доха, Катар Категория Висши Награден фонд: $731 000 Настилка: Твърда                                                                                            | Ракел Копс-Джоунс Абигейл Спиърс                                | Андреа Хлавачкова Луцие Храдецка                                 | 6 – 4, 6 – 4                   |
| 23 февруари | Абиерто Мехикано Телсел Акапулко, Мексико Категория Международни Награден фонд: $250 000 Настилка: Твърда                                                                         | Тимеа Бачински                                                  | Каролин Гарсия                                                   | 6 – 3, 6 – 0                   |
| 23 февруари | Абиерто Мехикано Телсел Акапулко, Мексико Категория Международни Награден фонд: $250 000 Настилка: Твърда                                                                         | Лара Аруабарена Мария Тереса Торо Флор                          | Андреа Хлавачкова Луцие Храдецка                                 | 7 – 6(7 – 2), 5 – 7, [13 – 11] |

### Март
| Дата            | Турнир | Шампионки                          | Финалистки                          | Резултат               |
| --------------- | --- | ---------------------------------- | ----------------------------------- | ---------------------- |
| 2 март          | Монтерей Оупън Монтерей, Мексико Категория Международни Награден фонд: $500 000 Настилка: Твърда               | Тимеа Бачински                     | Каролин Гарсия                      | 4 – 6, 6 – 2, 6 – 4    |
| 2 март          | Монтерей Оупън Монтерей, Мексико Категория Международни Награден фонд: $500 000 Настилка: Твърда               | Габриела Дабровски Алисия Росолска | Анастасия Родионова Арина Родионова | 6 – 3, 2 – 6, [10 – 3] |
| 2 март          | Малайзиън Оупън Куала Лумпур, Малайзия Категория Международни Награден фонд: $250 000 Настилка: Твърда         | Каролине Возняцки                  | Александра Дюлгеру                  | 4 – 6, 6 – 2, 6 – 1    |
| 2 март          | Малайзиън Оупън Куала Лумпур, Малайзия Категория Международни Награден фонд: $250 000 Настилка: Твърда         | Лян Чън Уан Яфан                   | Юлия Бейгелзимер Олга Савчук        | 4 – 6, 6 – 3, [10 – 4] |
| 9 март 16 март  | Бе Ен Пе Париба Оупън Индиън Уелс, САЩ Категория Задължителни висши Награден фонд: $6 157 160 Настилка: Твърда | Симона Халеп                       | Йелена Янкович                      | 2 – 6, 7 – 5, 6 – 4    |
| 9 март 16 март  | Бе Ен Пе Париба Оупън Индиън Уелс, САЩ Категория Задължителни висши Награден фонд: $6 157 160 Настилка: Твърда | Мартина Хингис Саня Мирза          | Екатерина Макарова Елена Веснина    | 6 – 3, 6 – 4           |
| 23 март 30 март | Маями Оупън Маями, САЩ Категория Задължителни висши Награден фонд: $6 157 160 Настилка: Твърда                 | Серина Уилямс                      | Карла Суарес Наваро                 | 6 – 2, 6 – 0           |
| 23 март 30 март | Маями Оупън Маями, САЩ Категория Задължителни висши Награден фонд: $6 157 160 Настилка: Твърда                 | Мартина Хингис Саня Мирза          | Екатерина Макарова Елена Веснина    | 7 – 5, 6 – 1           |

## Отказвания
През 2015 г. от професионалния тенис се отказват състезателки като:
- Шанел Схеперс – върховото ѝ класиране в световната ранглиста на сингъл е No.37, а на двойки е стигала до No.42. В кариерата си печели 1 титла на сингъл и 1 на двойки от тура на WTA. В турнирите от Големия шлем на сингъл тя е 1/8–финалистка на Ролан Гарос 2010, а при двойките е 1/2–финалистка от Уимбълдън 2013;
- Натали Грандин – върховото ѝ класиране в световната ранглиста на сингъл е No.144, а на двойки – No.22. Има 1 титла на двойки. На Australian Open 2011 е 1/4–финалистка в схемата на двойки.